# Свирь (Минская область)
Свирь (бел. Свір) — городской посёлок в Мядельском районе Минской области Беларуси. Административный центр Свирского сельсовета.
Численность населения — 925 человек (2025).

## География
Находится на берегу озера Свирь, 45 км к западу от Мяделя, 180 км от Минска, 26 км от железнодорожной станции Лынтупы на линии Пабраде —Крулевщина. Узел автодорог на Сморгонь, Нарочь, Брусы.

## Этимология
Своё название городской посёлок получил от озера Свирь, на северо-западной стороне которого он расположен. Название озера объясняется на основе финских языков как «глубокое»: фин. syveri — «углубление», «глубокое место в воде», «глубина», фин. syvä — «глубокий».

## История

### В Великом княжестве Литовском
По преданию, основан в XIII веке князем Довмонтом на места капища Перуна.
В 1452 г. князь Ивашка Свирский построил в Свири костел.
В 1528 двор (усадьбу) Свирь (Свиро) купил Юрий Николаевич Радзивилл.
В 1579 в здании плебании Свирского костела проживал польский король Стефан Баторий во время подготовки Полоцкого похода.

Согласно «Подымных реестров Виленского воеводства за 1690 год», Свирский приход охватывал следующие земли:
«Шеметовщизну со Спяглом, Свинкой, Засвирем и другими фольварками вельможного пана писаря ВКЛ и старосты Ошмянского Криштофа из Братошина Деспот-Зеновича; Ваньковщизна пана подстолия Ошмянского Стефана Сулистровского; Колодно вельможного пана старосты Губского Людвика Хоминского; Добровляны воеводы Трокского Богуслава Униховского; Выхоленента Виленского пробоща ксендза Юзефа Биловича; Нестанишки пана Мстиславского подстолия Антония Урбановича; Поляны-Будилки пана Дадзибуг Невядомского; Свирь вельможного пана старосты Губского Хоминского; Сермеж пана Слизня; Свирь-Лясковский пана Казимира Гедройтя; Залядье пана скарбника Смоленского Яна Врублевского; Выхоленента пана скарбника Стародубского Головни; Страча-Матеёвская пана Константина Вечора; Недрошля-Страча пана Базыля Гейбовича; Сермеж-Миколаевщизна пана Гелиаша Свирского; Бакшты пана Павла Жебровского; Кершула-Страча панов Станислава, Казимира и Михала Вышотравковых; Недрошля-Страча панов Яна Недрошлянского, Станислава и Николая Чижа, Рафаила Забелы и пани Эйсмонтовой; арендная земля в Залядье пана Яна Висмонта; Свирь-Стеховский и Чучелицы пана Криштофа Гедройтя; Кобыльник, Страча, Ольшево, Свирки, Комаровщизна, Бальковщизна воеводы Трокского пана Михала Котела; плебанию Свирскую и 2 алтаря Свирских».

### В Российской империи
С 1795 года в составе Российской империи (в результате третьего раздела Речи Посполитой).
С 1801 года поселение входило в состав Виленской губернии.
В 1861 году имение Свирь-Стецковский принадлежало помещику Чеховичу. В имении насчитывалось 26 крепостных душ мужского пола (в том числе 4 дворовых) и 4 издельных двора. Всего удобной земли в имении было 80 десятин (по 4 десятины на душу). Величина денежного оброка составляла 4 рубля со двора. и 2 дороги по 200 верст, 6 дней сгонов. Натуральные повинности выполнялись с каждого двора следующие:копу грибов, 2 курицы, 10 яиц, обсеменение полей. Пригона отбывалось 156 дней со двора для крепостных душ мужского и женского пола. Сгона было по 6 дней для рабочих душ мужского пола.
Во времена подавления Польского восстания 1863 года, в Свири проживал известный белорусский писатель Винцент Дунин-Марцинкевич.
В сентябре 1915 года, во время Свенцянского прорыва, через Свирь отступал 9-й Сибирский казачий полк.
Первая мировая война и советско-польская подорвали экономическую жизнь местечка.
Из газеты "Белорусская Думка" (19 июля 1919 года):
"М. Свирь. Возле Свири нашей, более, чем какие-либо другой территории Беларуси, уничтоженной войной, господствуют голод, дороговизна, болезни. Большевики, слава Богу, отброшены. Окрестности находятся под польской уже оккупацией. Наводится понемногу мало-мальский порядок. А только пугает окрестных жителей этот наш новый порядок тем, что всякие чины к нам прибывают из чужбины, даже на волостные чины..."
В результате советско-польской войны 1919—1921 гг. деревня оказалась в составе Срединной Литвы.
В Свири действовала белорусская начальная школа, в которой преподавал Игнат Дворчанин.

### В Польской республике
С 1922 года — в составе Свирской гмины Свенцянского повета Виленского воеводства Польши (II Речь Посполитая).

### В Белорусской ССР
В сентябре 1939 года деревня была присоединена к БССР силами Белорусского фронта РККА.
- С 15 января 1940 года — центр Свирского района Вилейской области.
- С 25 июня 1941 года по 6 июля 1944 года находится в немецкой оккупации.
- С 20 сентября 1944 года — в составе Молодечненской области.
- С 25 апреля 1958 года — городской посёлок.
- С 31 августа 1959 года — в Мядельком районе (Свирский район упразднён).
- С 20 января 1960 года — в Минской области.

## Население
Численность населения — 925 человек (на 1 января 2025 года). Численность населения — 974 человек (на 1 января 2023 года).
На 1 января 2016 года население 909 человек.

## Инфраструктура
В посёлке имеются предприятия пищевой промышленности, гостиничный комплекс «Свирь» спортивного общества «Динамо».

## Планировка
Главная улица Свири (ныне Советская) повторяет контур береговой полосы озера Свирь, образуя единственную артерию, к которой подходят короткие перпендикулярные направления. Это — улицы Гуриновича, 17 Сентября, Полевая, Пионерская, Набережная (отрезок).
Напротив городища разбит сквер, примыкающий к улице Советской. Сквер занял место старой торговой площади с лавками. Главная площадь, в виде растянутого прямоугольника, также получила своё развитие в направлении озера, и имеет существенное торгово-хозяйственное значение).

## Культура
- Дом культуры
- Историко-краеведческий музей «Паходня» ГУО «Свирская средняя школа»

## Достопримечательность
Из исторической застройки Свири сохранились каменный монументальный Костёл святого Николая (1909 г.) на улице Советская, деревянная церковь XIX века на улице Набережная, а также группа рядовых жилых домов XIX — начала XX в..
Костёл святого Николая был основан ещё в 1649—1653 годах. От построенного тогда храма сохранились (как минимум) нижняя часть башни-звонницы и полуциркулярная апсида (ныне часовня под полусферическим куполом). Основная часть нынешнего костела была возведена уже к 1909 году, когда костёл был полностью перестроен. Внушительная выразительная башня костёла является единственной высотной доминантой Свири. Эта башня хорошо видна со многих точек поселения.
Также в посёлке имеется Успенская старообрядческая церковь. Это деревянная церковь XIX в., стоящая на самом берегу озера, представляющая собой деревянный сруб под двухскатной крышей. Культовый характер строения определяют входная пристройка (притвор) и две небольшие башенки с куполками на коньке крыши.
Кроме того интерес в Свири представляют часовня XIX века, ограда с часовнями (XIX—начало XX вв.), плебания (начало XX в.), корчма (конец XIX—начало XX вв.), рядовая застройка (XIX—начало XX вв.), еврейское кладбище, и, собственно, само кладбище Свири, стоящее на окраине посёлка, возле гостиничного комплекса «Свирь».
Помимо этого, в соседней деревне Лущики сохранилась усадьба Ахреновских начала XX века, которую часто относят к поселку Свирь. Сегодня в усадебном доме располагается медицинское учреждение.
В 2009 году была построена небольшая деревянная церковь равноапостольных Кирилла и Мефодия.

### Памятник, скульптура
- Памятник В. И. Ленину

## Галерея

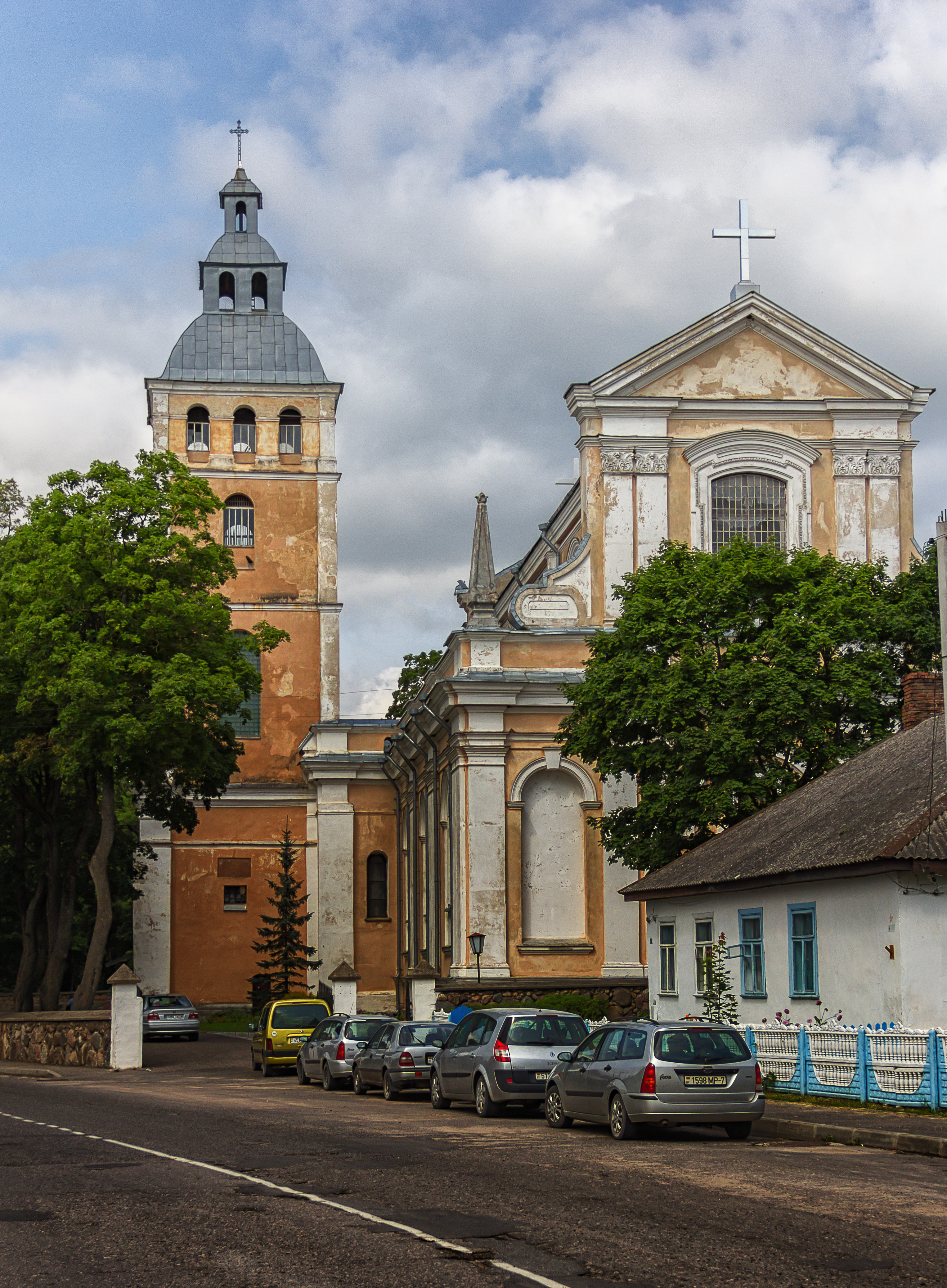
Костёл св. Николая
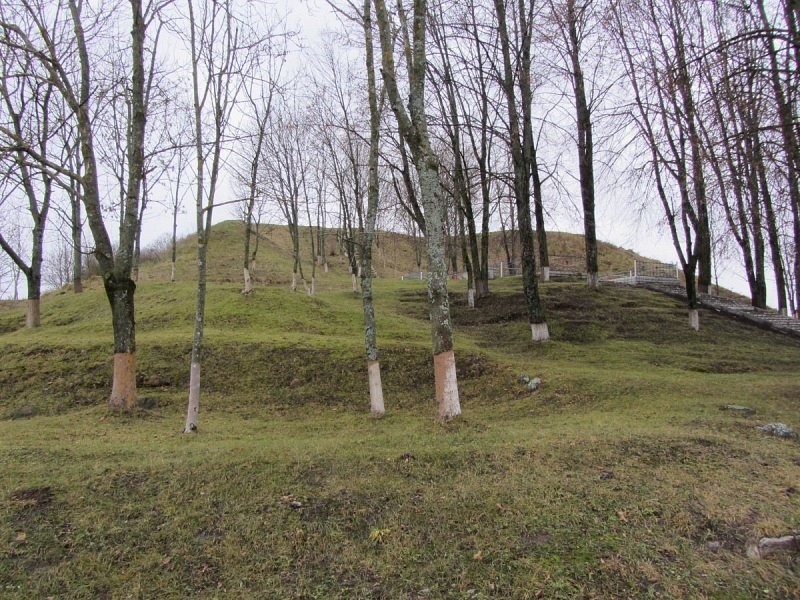
Городище в центре посёлка
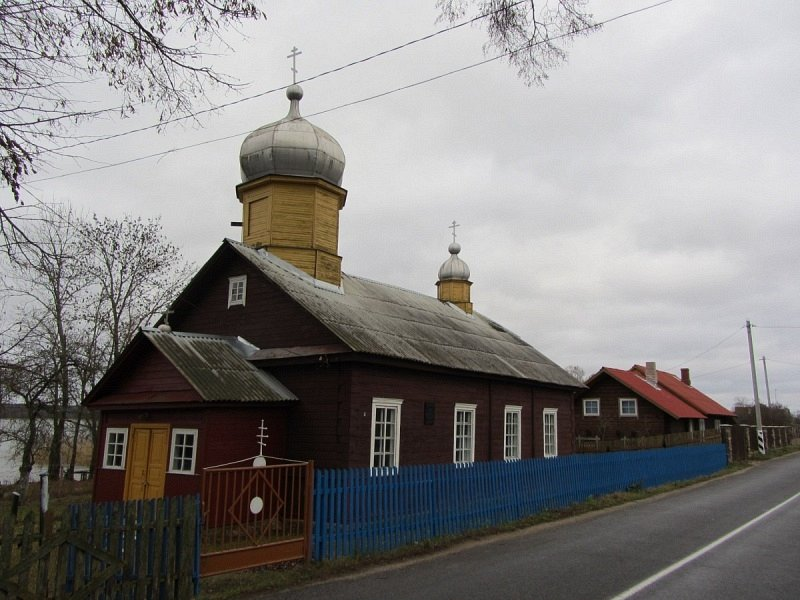
Свято-Успенская церковь
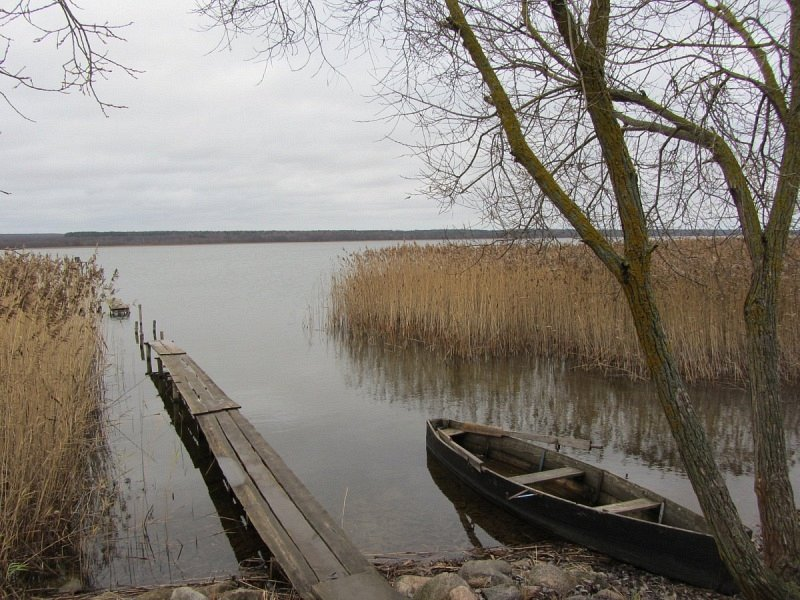
Озеро Свирь